# Alvar-placodlav
Alvar-placodlav (Squamarina gypsacea) är en lavart som först beskrevs av James Edward Smith, och fick sitt nu gällande namn av Poelt. Alvar-placodlav ingår i släktet Squamarina,  och familjen Stereocaulaceae.  Arten är reproducerande i Sverige. Inga underarter finns listade i Catalogue of Life.
En de få lokalerna i Sverige för alvar-placodlav är naturreservatet Hässle backe nära Herrvik på Östergarnslandet på Gotland.